# Hannelore Offner
Hannelore Offner (* 26. Mai 1955 in Meiningen, Thüringen) ist eine deutsche Kunsthistorikerin und Kuratorin. Sie gehörte in den 1980er Jahren der Opposition in der DDR an und engagierte sich bei den Frauen für den Frieden in Ost-Berlin.

## Leben und Wirken
Hannelore Offner ist in der Thüringischen Rhön an der innerdeutschen Grenze aufgewachsen. Die Großmutter gehörte während des Kirchenkampfes im Nationalsozialismus der Bekennenden Kirche an.
Als Jugendliche weckten die Ausgrabungen von fränkischen Fürstengräbern in ihrem Heimatort Kaltenwestheim ihr Interesse, in einem Ort, der bereits 795 urkundlich erwähnt ist. Nach dem Abitur studierte sie von 1974 bis 1980 an der Humboldt-Universität zu Berlin Kunstgeschichte, Ästhetik und Archäologie. 1978 wurde ihre Tochter geboren.
Sie war in der Galerie im Alten Museum in Ostberlin tätig und durfte 1984 aus politischen Gründen dort nicht weiterarbeiten. Sie hatte sich an Aktionen der oppositionellen Gruppe Frauen für den Frieden beteiligt. Wegen freundschaftlicher Verbindungen nach West-Berlin und ins westliche Ausland war sie seit ihrem Studium im Visier des Staatssicherheitsdienstes. Die Beziehung zu ihrem Partner in Prag schürte weiteren Verdacht. Wie die geheimpolizeiliche Operative Personenkontrolle belegt, gab es bis zu ihrer Ausbürgerung Überwachungen rund um die Uhr mit Abhörprotokollen der Abteilung XXII (Terrorabwehr) im MfS.
1984 wurde sie aus der Staatsbürgerschaft der DDR entlassen und siedelte nach West-Berlin über. Sie kuratierte dort Ausstellungen und wirkte im Rahmen der 750-Jahr-Feier an der Ausstellung „Kein Ort nirgends? 200 Jahre Frauenleben in Berlin“ mit. In den Jahren von 1993 bis 1996 war sie in der Abteilung Bildung und Forschung beim Bundesbeauftragten für die Stasi-Unterlagen tätig. Sie arbeitete im Forschungsverbund SED-Staat an der Freien Universität Berlin. Im Jahr 2000 erschien das Buch „Eingegrenzt – Ausgegrenzt. Bildende Kunst und Parteiherrschaft in der DDR 1961–1989“, bei dem sie als Autorin und Mitherausgeberin fungierte. Diese Veröffentlichung trug bei einem Symposium im Germanischen Nationalmuseum Nürnberg dazu bei, eine geplante Gesamtschau des DDR-Staatskünstlers Willi Sitte zu hinterfragen, die dann nicht gezeigt wurde. Des Weiteren war sie am ARD-Forschungsprojekt „Die Tätigkeit des Ministeriums für Staatssicherheit der DDR (MfS) in Rundfunk- und Fernsehanstalten der beiden deutschen Staaten“ beteiligt.
Als freie Kuratorin arbeitete sie mit dem Goethe-Institut zusammen und konzipierte in den Jahren 2000 und 2001 den internationalen Künstler-Austausch „Memory and Vision“ mit israelischen und deutschen Künstlern. Die beiden Symposien mit Ausstellungen gastierten in der Panzerhalle bei Berlin und in The Artists’ Residence Herzliya bei Tel Aviv. Reisen führten sie nach Griechenland, Italien, Anatolien, Mexiko, Nordafrika. Später führte ihre ethnologische Spurensuche nach Westafrika, zu Kulturen der Lébou, Diola und Bassari. Im Senegal realisierte sie im Rahmen der internationalen Biennale dakart 2008 ein Arbeitssymposium mit Ausstellung von deutschen, österreichischen und senegalesischen Kunstschaffenden in Dakar.
Offner arbeitete freiberuflich für den Deutschlandfunk und den WDR. Sie veröffentlichte Katalogbeiträge über zeitgenössische Künstlerinnen und Künstler und zum Thema Kunst und Diktatur.

## Veröffentlichungen
- Hannelore Offner, Klaus Schroeder (Hrsg.): Eingegrenzt – Ausgegrenzt. Bildende Kunst und Parteiherrschaft in der DDR 1961–1989. Akademie-Verlag, Berlin 2000, ISBN 3-05-003348-7

## Filme
- In Westheim ist verkehrt die Welt. Videofilm. Buch, Regie, Produktion: Hannelore Offner, 1996, 29 min.